# Escrime aux Jeux olympiques d'été de 1996
Navigation
Barcelone 1992 Sydney 2000
Cette page présente les résultats des compétitions d'escrime aux Jeux olympiques d'été de 1996.

## Événement
- Première compétition d'épée féminine.
- 10 épreuves ont eu lieu.
  - six chez les hommes (trois individuelles et trois par équipes)
  - quatre chez les femmes (deux individuelles et deux par équipes)

### Podiums masculins
| Épreuves                                | Or                                                           | Argent                                                       | Bronze                                                 |
| --------------------------------------- | ------------------------------------------------------------ | ------------------------------------------------------------ | ------------------------------------------------------ |
| Épée individuelle résultats détaillés   | Aleksandr Beketov (RUS)                                      | Iván Trevejo (CUB)                                           | Géza Imre (HUN)                                        |
| Épée par équipes résultats détaillés    | Italie Sandro Cuomo Angelo Mazzoni Maurizio Randazzo         | Russie Aleksandr Beketov Pavel Kolobkov Valeriy Zakharevitch | France Jean-Michel Henry Robert Leroux Éric Srecki     |
| Fleuret individuel résultats détaillés  | Alessandro Puccini (ITA)                                     | Lionel Plumenail (FRA)                                       | Franck Boidin (FRA)                                    |
| Fleuret par équipes résultats détaillés | Russie Ilgar Mamedov Vladislav Pavlovich Dmitri Shevchenko   | Pologne Piotr Kiełpikowski Adam Krzesiński Ryszard Sobczak   | Cuba Oscar García Elvis Gregory Rolando Tucker         |
| Sabre individuel résultats détaillés    | Stanislav Pozdniakov (RUS)                                   | Sergey Sharikov (RUS)                                        | Damien Touya (FRA)                                     |
| Sabre par équipes résultats détaillés   | Russie Grigori Kirienko Stanislav Pozdniakov Sergey Sharikov | Hongrie Csaba Köves József Navarrete Bence Szabó             | Italie Raffaello Caserta Luigi Tarantino Tonhi Terenzi |

### Podiums féminins
| Épreuves                                | Or                                                                      | Argent                                                      | Bronze                                                 |
| --------------------------------------- | ----------------------------------------------------------------------- | ----------------------------------------------------------- | ------------------------------------------------------ |
| Épée individuelle résultats détaillés   | Laura Flessel (FRA)                                                     | Valérie Barlois (FRA)                                       | Gyöngyi Szalay (HUN)                                   |
| Épée par équipes résultats détaillés    | France Laura Flessel Sophie Moressée-Pichot Valérie Barlois             | Italie Laura Chiesa Elisa Uga Margherita Zalaffi            | Russie Karina Aznavourian Yuliya Garayeva Maria Mazina |
| Fleuret individuel résultats détaillés  | Laura Badea (ROM)                                                       | Valentina Vezzali (ITA)                                     | Giovanna Trillini (ITA)                                |
| Fleuret par équipes résultats détaillés | Italie Francesca Bortolozzi-Borella Giovanna Trillini Valentina Vezzali | Roumanie Laura Badea Roxana Scarlat Reka Zsofia Lazăr-Szabo | Allemagne Sabine Bau Anja Fichtel Monika Weber-Koszto  |

## Tableau des médailles
| Rang | Nation    | Or | Argent | Bronze | Total |
| ---- | --------- | -- | ------ | ------ | ----- |
| 1    | Russie    | 4  | 2      | 1      | 7     |
| 2    | Italie    | 3  | 2      | 2      | 7     |
| 3    | France    | 2  | 2      | 3      | 7     |
| 4    | Roumanie  | 1  | 1      | 0      | 2     |
| 5    | Hongrie   | 0  | 1      | 2      | 3     |
| 6    | Cuba      | 0  | 1      | 1      | 2     |
| 7    | Pologne   | 0  | 1      | 0      | 1     |
| 8    | Allemagne | 0  | 0      | 1      | 1     |